# Tekniska forskningsrådet
Tekniska forskningsrådet, TFR, var en svensk myndighet som existerade 1942-1968. TFR var ett forskningsråd som förmedlade finansiering till teknisk forskning, till stor del vid de tekniska högskolorna. TFR och Statens kommitté för byggnadsforskning, som också bildades 1942, var de första svenska forskningsråden. De följdes under 1940-talet av flera andra.
1968 ersattes TFR av Styrelsen för teknisk utveckling, STU, som även stödde mer tillämpad teknisk utveckling och forskning. 1990 uppstod åter ett svenskt forskningsråd på det tekniska området: Teknikvetenskapliga forskningsrådet, också det förkortat TFR.